# Konstantin Matusevich
Konstantin Matusevich (hebräisch קונסטנטין מטוסביץ; * 25. Februar 1971 in Kiew, Sowjetunion) ist ein ehemaliger israelischer Hochspringer.
Bei den Weltmeisterschaften 1995 in Göteborg und den Olympischen Spielen 1996 in Atlanta schied er in der Qualifikation aus.
Bei den Weltmeisterschaften 1997 in Athen wurde er Siebter. Einem weiteren Aus in der Qualifikation bei den Weltmeisterschaften 1999 in Sevilla folgte bei den Olympischen Spielen 2000 in Sydney ein fünfter Platz.
Konstantin Matusevich ist 2,03 m groß und hatte ein Wettkampfgewicht von 95 kg.

## Persönliche Bestleistungen
- Hochsprung: 2,36 m, 5. Februar 2000, Perth
  - Halle: 2,31 m, 10. März 1996, Stockholm